# جليب الشيوخ
29°16′00″N 47°56′00″E / 29.266666666667°N 47.933333333333°E

جليب الشيوخ منطقة تابعة لمحافظة الفروانية في الكويت وتعد من أقدم المناطق في دولة الكويت، تبعد 13 كم إلى الجنوب الغربي من العاصمة، وكانت قديماً منطقة صحراوية بها عدد من الآبار يلتف حولها البدو الرحل، وأساسها بئر (باللهجة الكويتية : جليب) حفرها الشيخان محمد بن صباح الصباح وجراح بن صباح الصباح أخوي الشيخ مبارك بن صباح الصباح، ومن هنا أتت تسمية المنطقة بجليب الشيوخ.

## التركيبة السكانية
يبلغ عدد سكان منطقة جليب الشيوخ  بـ 266,883 نسمة، بكثافة سكانية تبلغ 27,000 نسمة لكل كيلومتر مربع حسب إحصاء يونيو 2024 لهيئة المعلومات المدنية في الكويت لتصبح بذلك جليب الشيوخ هي أكبر مدينة كويتية من حيث عدد السكان
وتحتوي مدينة جليب الشيوخ على عدة اماكن سياحة يمكن زيارتها منها حديقة جليب الشيوخ التي تحتوي على منتزه عائلي بالإضافة إلى مسرح في الهواء الطلق وحديقة ترفيهية مصغرة ، اما الوجهة السياحية الثانية هي منطقة المجمعات التجارية التي تحوي على عدد من الاسواق التجارية ومنها سوق السفير الذي يعتبر من اقدم الاسواق في منطقة الجليب ، وتحوي غالبية السكان من الوافدين من جنوب آسيا والشرق الأوسط ، وقد أدت الكثافة السكانية العالية إلى العديد من التحديات الاجتماعية والبنية التحتية.

### المدارس

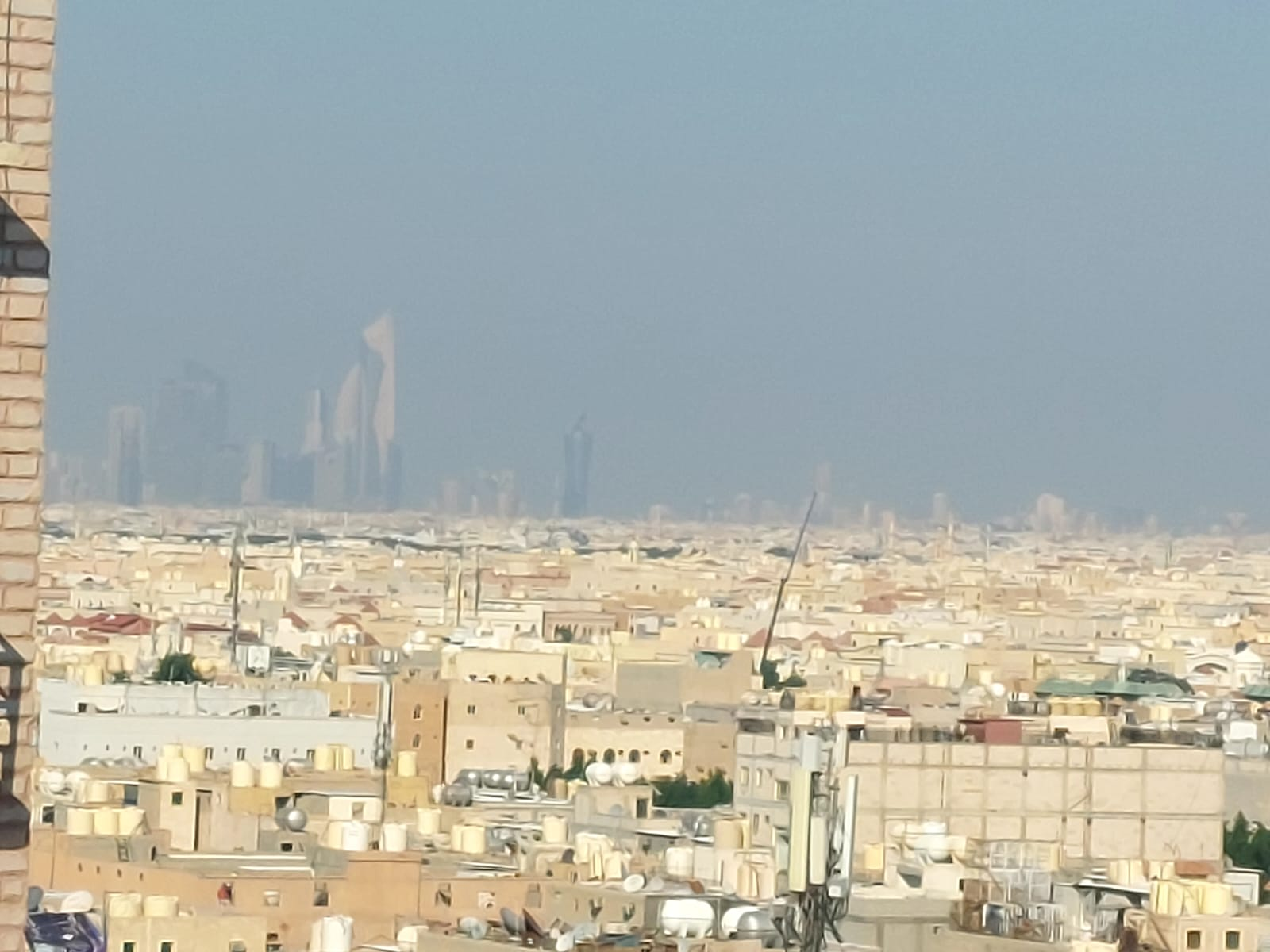
صورة جوية للجهة الشرقية لمنطقة جليب الشيوخ

تحتضن منطقة جليب الشيوخ العديد من المدارس ، والتي تُعنى بشكل رئيسي بالجاليات الوافدة ، ومن أبرزها:
- المدرسة الهندية التعليمية.
- المدرسة الهندية المركزية.
- المدرسة الهندية المتحدة.
- المدرسة الهندية المتكاملة.
- المدرسة الهندية الكويتية.
- مدرسة الراشد الهندية.
- أكاديمية المتعلمين الهنود الخاصة.
- المدرسة الهندية الذكية.
- المدرسة والكلية الباكستانية الإنجليزية.
- المدرسة البريطانية نوتنغهام.
- المدرسة الهندية الدولية المتحدة.

### المواصلات
تتميز منطقة جليب الشيوخ بكثافة سكانية عالية ، حيث يستخدم سكانها أنظمة النقل العام التي تديرها شركة النقل العام الكويتية (KPTC) ، وشركة سيتي باص (شركة خاصة) ، وشركة كي جي إل للنقل ، وتحيط بالمنطقة طرق رئيسية مثل طريق الغزالي السريع والطريق الدائري السادس ، وتبعد أقل من 5 كيلومترات عن مطار الكويت الدولي حيث تتوفر سيارات الأجرة بكثرة.